# El foraster (programa de televisió)
El foraster és un programa de televisió produït per TV3 i Brutal Media i estrenat el 25 de setembre del 2013. És presentat per Quim Masferrer, «El Foraster» on viatja a la recerca dels petits pobles de Catalunya de menys de 1000 habitants. Està inspirat en el programa danès Comedy on the Edge.
L'objectiu del foraster és, en quaranta-vuit hores, conèixer el nombre més gran possible de persones per a poder crear un monòleg d'uns quaranta-cinc minuts que presentarà als habitants del poble un altre dia a la nit. D'aquesta manera, els protagonistes del programa són simplement els habitants. El monòleg barreja l'humor d'«el foraster» amb algunes de les parts més emblemàtiques del pas del presentador pel poble. El programa pretén reivindicar la particularitat i l'essència familiar d'aquells pobles que no superen els mil habitants.

## Història
Durant la primera temporada, el programa va emetre's els dimecres a la nit i Quim Masferrer va visitar tretze pobles. La segona temporada va ser la que menys capítols va tenir, només 8. La resta de temporades, el foraster va visitar 12 localitats. La quarta temporada emesa el 2016 és, de moment, la que més audiència ha registrat, amb més de 650.000 espectadors i un 22,4% de mitjana.
El 26 de març del 2014 es va posar a la venda el llibre Dietari d'El Foraster, coeditat per Televisió de Catalunya, Ara Llibres i Brutal Media. L'any 2016 guanyà el premi Zapping en la categoria de millor programa d'entreteniment/concurs.
El febrer de 2018 es va emetre el darrer capítol a causa de les retallades de pressupost per part de TV3 que obligà a tancar totes les coproduccions fetes per la cadena catalana. Això a causa d'un canvi legal del ministre d'Hisenda, en aquell moment Cristóbal Montoro, per reclamar-li desenes de milions de manera imprevista. La productora Brutal Media passà llavors a produir el mateix programa, ben idèntic, però amb Pablo Chiapella de presentador i per La 1 en l'àmbit nacional. Vuit mesos més tard, gràcies a la partida extraordinària que es va destinar a la televisió pública catalana, d'uns 20,4 milions d'euros, el programa va tornar el mes de novembre, que va conformar la resta de capítols de la sisena temporada.
El poble amb menys població que ha visitat el Foraster ha estat Gisclareny, al Berguedà, amb només 26 habitants; el de més habitants ha estat Prada de Conflent, a la Catalunya del Nord, amb 6.124. Si tenim només en compte els que pertanyen a Catalunya, el de més seria Sant Pol de Mar, al Maresme, amb 5.791 habitants.

## Llista d'episodis

### Visió general
| Temporada | Temporada | Episodis | Episodis               | Dates d’emissió        | Dates d’emissió        | Espectadors | Quota d'audiència |
| Temporada | Temporada | Episodis | Episodis               | Primera emissió        | Última emissió         | Espectadors | Quota d'audiència |
| --------- | --------- | -------- | ---------------------- | ---------------------- | ---------------------- | ----------- | ----------------- |
|           | 1         | 12       | 12                     | 25 de setembre de 2013 | 29 de gener de 2014    | 614.000     | 19,5%             |
|           | 2         | 8        | 8                      | 4 de maig de 2014      | 29 de juny de 2014     | 528.000     | 17%               |
|           | 3         | 12       | 12                     | 12 de gener de 2015    | 6 d'abril de 2015      | 586.000     | 18,6%             |
|           | 4         | 13       | 13                     | 4 de gener de 2016     | 6 d'abril de 2016      | 656.000     | 22,4%             |
|           | 5         | 16       | 10                     | 26 d'abril de 2017     | 28 de juny de 2017     | 535.000     | 21,1%             |
| 6         | 5         | 16       | 17 de gener de 2018    | 21 de febrer de 2018   | 532.000                | 21,2%       |                   |
|           | 6         | 15       | 6                      | 7 de novembre de 2018  | 19 de desembre de 2018 | 450.000     | 19,5%             |
| 9         | 6         | 15       | 11 de novembre de 2019 | 20 de gener de 2020    | 652.000                | 24,7%       |                   |
|           | 7         | 15       | 6                      | 16 de novembre de 2020 | 4 de gener de 2021     | 635.000     | 24,8%             |
| 9         | 7         | 15       | 10 de gener de 2022    | 7 de març de 2022      | 487.000                | 24%         |                   |
|           | 8         | 16       | 8                      | 12 de setembre de 2022 | 31 d'octubre de 2022   | 502.000     | 25,2%             |
| 8         | 8         | 16       | 18 de setembre de 2023 | 6 de novembre de 2023  | 503.000                | 26%         |                   |
|           | 9         | 16       | 8                      | 25 de novembre de 2024 | 13 de gener de 2025    | 433.000     | 23,4%             |
| 8         | 9         | 16       | 2025                   | 2025                   | TBA                    | TBA         |                   |

### Temporada 1 (2013-2014)
| Núm. total | Núm. de la temporada | Títol                | Direcció      | Guió                                                                                   | Data d'emissió original | Espectadors (quota) |
| ---------- | -------------------- | -------------------- | ------------- | -------------------------------------------------------------------------------------- | ----------------------- | ------------------- |
| 1          | 1                    | «Benifallet»         | Xavier Morral | Quim Masferrer, Xavier Sanjuan i Javi Martín                                           | 25 de setembre del 2013 | 527.000 (18%)       |
| 2          | 2                    | «Bràfim»             | Xavier Morral | Quim Masferrer, Xavier Sanjuan i Javi Martín                                           | 2 d'octubre del 2013    | 614.000 (20,2%)     |
| 3          | 3                    | «Peramola»           | Xavier Morral | Quim Masferrer, Xavier Sanjuan, Javi Martín i Joanna Pardos                            | 9 d'octubre del 2013    | 528.000 (18%)       |
| 4          | 4                    | «Tortellà»           | Xavier Morral | Quim Masferrer, Xavier Sanjuan i Javi Martín                                           | 16 d'octubre del 2013   | 539.000 (17,2%)     |
| 5          | 5                    | «Belianes»           | Xavier Morral | Quim Masferrer, Xavier Sanjuan, Javi Martín i Joanna Pardos                            | 23 d'octubre del 2013   | 747.000 (23,6%)     |
| 6          | 6                    | «Els Muntells»       | Xavier Morral | Quim Masferrer, Joanna Pardos, Javi Martín i Ramon Pardina                             | 30 d'octubre del 2013   | 664.000 (21,4%)     |
| 7          | 7                    | «La Vall Fosca»      | Xavier Morral | Quim Masferrer, Joanna Pardos, Anna Bello, Javi Martín i Ramon Pardina                 | 20 de novembre del 2013 | 728.000 (22,2%)     |
| 8          | 8                    | «Port de la Selva»   | Xavier Morral | Quim Masferrer, Joanna Pardos, Javi Martín, Anna Bello i Ramon Pardina                 | 27 de novembre del 2013 | 661.000 (21,1%)     |
| 9          | 9                    | «Santa Maria d'Oló»  | Xavier Morral | Quim Masferrer, Joanna Pardos, Javi Martín, Ramon Pardina i Anna Bello                 | 4 de desembre del 2013  | 693.000 (21,6%)     |
| 10         | 10                   | «Salardú»            | Xavier Morral | Quim Masferrer, Joanna Pardos, Javi Martín, Ramon Pardina i Anna Bello                 | 15 de gener del 2014    | 647.000 (19,9%)     |
| 11         | 11                   | «Borredà»            | Xavier Morral | Quim Masferrer, Joanna Pardos, Javi Martín, Ramon Pardina i Anna Bello                 | 22 de gener del 2014    | 535.000 (16,5%)     |
| 12         | 12                   | «Espolla»            | Xavier Morral | Quim Masferrer i Javi Martín                                                           | 29 de gener del 2014    | 491.000 (14,8%)     |
| 13         | Especial             | «Resum 1a temporada» | Xavier Morral | Quim Masferrer, Joanna Pardos, Javi Martín, Xavier Sanjuan, Ramon Pardina i Anna Bello | 5 de febrer del 2014    | 302.000 (9,4%)      |

### Temporada 2 (2014)
| Núm. total | Núm. de la temporada | Títol                     | Direcció      | Guió | Data d'emissió original | Espectadors (quota) |
| ---------- | -------------------- | ------------------------- | ------------- | --- | ----------------------- | ------------------- |
| 14         | 1                    | «Godall»                  | Xavier Morral | Quim Masferrer, Joanna Pardos, Javi Martín, Carles Sànchez i Anna Alsina                                                                                   | 4 de maig del 2014      | 490.000 (14,4%)     |
| 15         | 2                    | «Molló»                   | Xavier Morral | Quim Masferrer, Joanna Pardos, Javi Martín, Ramon Pardina i Anna Alsina                                                                                    | 11 de maig del 2014     | 495.000 (16,2%)     |
| 16         | 3                    | «Llafranc»                | Xavier Morral | Quim Masferrer, Joanna Pardos, Javi Martín, Carles Sànchez, Tomàs Fuentes i Anna Alsina                                                                    | 18 de maig del 2014     | 575.000 (17,2%)     |
| 17         | 4                    | «Prades»                  | Xavier Morral | Quim Masferrer, Joanna Pardos, Javi Martín, Pep Bras i Anna Alsina                                                                                         | 1 de juny del 2014      | 597.000 (17,7%)     |
| 18         | 5                    | «Alfés»                   | Xavier Morral | Quim Masferrer, Joanna Pardos, Javi Martín, Carles Sànchez, Tomàs Fuentes i Anna Alsina                                                                    | 8 de juny del 2014      | 534.000 (17,9%)     |
| 19         | 6                    | «Osor»                    | Xavier Morral | Quim Masferrer, Joanna Pardos, Javi Martín, Carles Sànchez i Anna Alsina                                                                                   | 15 de juny del 2014     | 515.000 (16,3%)     |
| 20         | 7                    | «La Torre de l'Espanyol»  | Xavier Morral | Quim Masferrer, Joanna Pardos, Carles Sànchez, Tomàs Fuentes, Guillem Dols i Anna Alsina                                                                   | 22 de juny del 2014     | 448.000 (17,7%)     |
| 21         | 8                    | «Arsèguel»                | Xavier Morral | Quim Masferrer, Joanna Pardos, Javi Martín, Carles Sànchez, Tomàs Fuentes i Anna Alsina                                                                    | 29 de juny del 2014     | 574.000 (18,1%)     |
| 22         | Especial             | «Resum 2a temporada»      | Xavier Morral | Quim Masferrer, Joanna Pardos, Javi Martín, Carles Sànchez, Tomàs Fuentes, Guillem Dols, Ramon Pardina, Anna Alsina i Pep Bras                             | 6 de juliol del 2014    | 387.000 (14,1%)     |
| 23         | Especial             | «El Foraster a TV3»       | Xavier Morral | Quim Masferrer, Joanna Pardos, Javi Martín, Gerard Florejachs, Guillem Dols i Anna Alsina                                                                  | 14 de setembre del 2014 | 901.000 (28,9%)     |
| 24         | Especial             | «Manual del bon foraster» | Xavier Morral | Quim Masferrer, Joanna Pardos, Javi Martín, Carles Sànchez, Tomàs Fuentes, Guillem Dols, Ramon Pardina, Anna Alsina, Anna Bello, Xavier Sanjuan i Pep Bras | 22 de desembre del 2014 | 338.000 (10,8%)     |

### Temporada 3 (2015)
| Núm. total | Núm. de la temporada | Títol                            | Direcció                      | Guió | Data d'emissió original | Espectadors (quota) |
| ---------- | -------------------- | -------------------------------- | ----------------------------- | --- | ----------------------- | ------------------- |
| 25         | 1                    | «Sant Llorenç de Morunys»        | Xavier Morral                 | Quim Masferrer, Joanna Pardos, Anna Alsina, Oriol Parreño, Ari Fleck, Xevi Casanovas i Guillem Martínez                                                                                              | 12 de gener del 2015    | 563.000 (17,5%)     |
| 26         | 2                    | «Salàs de Pallars»               | Xavier Morral                 | Quim Masferrer, Joanna Pardos, Anna Alsina, Oriol Parreño, Ari Fleck, Ferran Aixalà i Josep Maria Bunyol                                                                                             | 19 de gener del 2015    | 579.000 (17,7%)     |
| 27         | 3                    | «Sant Bartomeu del Grau»         | Xavier Morral                 | Quim Masferrer, Joanna Pardos, Javi Martín, Carles Sànchez, Guillem Dols i Anna Alsina | 26 de gener del 2015    | 568.000 (18,5%)     |
| 28         | 4                    | «La Pera»                        | Xavier Morral                 | Quim Masferrer, Joanna Pardos, Carles Sànchez, Tomàs Fuentes, Guillem Dols i Anna Alsina | 2 de febrer del 2015    | 550.000 (17,6%)     |
| 29         | 5                    | «Espinelves»                     | Xavier Morral                 | Quim Masferrer, Joanna Pardos, Anna Alsina, Oriol Parreño, Ari Fleck, Ferran Aixalà i Josep Maria Bunyol                                                                                             | 9 de febrer del 2015    | 562.000 (18,3%)     |
| 30         | 6                    | «La Vilella Baixa»               | Xavier Morral                 | Quim Masferrer, Joanna Pardos, Anna Alsina, Oriol Parreño, Ari Fleck, Xevi Casanovas i Guillem Martínez                                                                                              | 16 de febrer del 2015   | 583.000 (18,6%)     |
| 31         | 7                    | «Portbou»                        | Xavier Morral                 | Quim Masferrer, Joanna Pardos, Anna Alsina, Ferran Aixalà, Josep Maria Bunyol i Oriol Parreño | 23 de febrer del 2015   | 525.000 (17,6%)     |
| 32         | 8                    | «Queralbs»                       | Xavier Morral                 | Quim Masferrer, Joanna Pardos, Anna Alsina, Oriol Parreño, Ari Fleck, Ferran Aixalà i Josep Maria Bunyol                                                                                             | 2 de març del 2015      | 608.000 (19,5%)     |
| 33         | 9                    | «Barberà de la Conca»            | Xavier Morral                 | Quim Masferrer, Joanna Pardos, Anna Alsina, Oriol Parreño, Ari Fleck, Ferran Aixalà i Josep Maria Bunyol                                                                                             | 9 de març del 2015      | 659.000 (21,1%)     |
| 34         | 10                   | «Algerri»                        | Xavier Morral                 | Quim Masferrer, Joanna Pardos, Anna Alsina, Oriol Parreño, Ferran Aixalà i Josep Maria Bunyol | 16 de març del 2015     | 554.000 (17,9%)     |
| 35         | 11                   | «Llavorsí»                       | Xavier Morral                 | Quim Masferrer, Joanna Pardos, Anna Alsina, Oriol Parreño, Ferran Aixalà i Josep Maria Bunyol | 23 de març del 2015     | 640.000 (19,2%)     |
| 36         | 12                   | «Sant Feliu Sasserra»            | Xavier Morral                 | Quim Masferrer, Joanna Pardos, Anna Alsina, Oriol Parreño, Ferran Aixalà i Josep Maria Bunyol | 6 d'abril del 2015      | 647.000 (20,3%)     |
| 37         | Especial             | «El Foraster des del sofà»       | Xavier Morral i Joanna Pardos | - | 13 d'abril del 2015     | 481.000 (15,0%)     |
| 38         | Especial             | «Les intimitats d'"El foraster"» | Xavier Morral                 | Quim Masferrer, Joanna Pardos, Anna Alsina, Oriol Parreño, Ferran Aixalà, Josep Maria Bunyol, Ari Fleck, Guillem Martínez, Xevi Casanovas, Javi Martín, Carles Sànchez, Guillem Dols i Tomàs Fuentes | 20 d'abril del 2015     | 528.000 (17,0%)     |

### Temporada 4 (2016)
| Núm. total | Núm. de la temporada | Títol                       | Direcció      | Guió                                                                                            | Data d'emissió original | Espectadors (quota) |
| ---------- | -------------------- | --------------------------- | ------------- | ----------------------------------------------------------------------------------------------- | ----------------------- | ------------------- |
| 39         | 1                    | «Una Vall molt especial»    | Xavier Morral | Quim Masferrer, Joanna Pardos, Oriol Parreño, Josep Maria Bunyol, Ramon Pardina i Ferran Aixalà | 4 de gener del 2016     | 614.000 (19,4%)     |
| 40         | 2                    | «Cases d'Alcanar»           | Xavier Morral | Quim Masferrer, Joanna Pardos, Oriol Parreño, Josep Maria Bunyol i Ferran Aixalà                | 13 de gener del 2016    | 649.000 (22,5%)     |
| 41         | 3                    | «Castellfollit de la Roca»  | Xavier Morral | Quim Masferrer, Joanna Pardos, Oriol Parreño, Josep Maria Bunyol i Ferran Aixalà                | 20 de gener del 2016    | 655.000 (24,5%)     |
| 42         | 4                    | «Vall de Boí 1»             | Xavier Morral | Quim Masferrer, Joanna Pardos, Oriol Parreño, Josep Maria Bunyol i Ferran Aixalà                | 27 de gener del 2016    | 557.000 (19,4%)     |
| 43         | 5                    | «Vall de Boí 2»             | Xavier Morral | Quim Masferrer, Joanna Pardos, Oriol Parreño, Josep Maria Bunyol i Ferran Aixalà                | 3 de febrer del 2016    | 554.000 (18,9%)     |
| 44         | 6                    | «Isona»                     | Xavier Morral | Quim Masferrer, Joanna Pardos, Oriol Parreño, Josep Maria Bunyol i Ferran Aixalà                | 10 de febrer del 2016   | 529.000 (18,8%)     |
| 45         | 7                    | «Castellar de n'Hug»        | Xavier Morral | Quim Masferrer, Joanna Pardos, Oriol Parreño, Josep Maria Bunyol i Ferran Aixalà                | 17 de febrer del 2016   | 829.000 (27,4%)     |
| 46         | 8                    | «Poblenou del Delta»        | Xavier Morral | Quim Masferrer, Lali Colomé, Oriol Parreño, Josep Maria Bunyol, Ramon Pardina i Ferran Aixalà   | 24 de febrer del 2016   | 689.000 (22,7%)     |
| 47         | 9                    | «Organyà»                   | Xavier Morral | Quim Masferrer, Joanna Pardos, Oriol Parreño, Josep Maria Bunyol, Ramon Pardina i Ferran Aixalà | 2 de març del 2016      | 750.000 (24,8%)     |
| 48         | 10                   | «Maçanet de Cabrenys»       | Xavier Morral | Quim Masferrer, Lali Colomé, Oriol Parreño, Josep Maria Bunyol, Ferran Aixalà i Ramon Pardina   | 9 de març del 2016      | 748.000 (24,3%)     |
| 49         | 11                   | «Ventalló»                  | Xavier Morral | Quim Masferrer, Lali Colomé, Oriol Parreño, Josep Maria Bunyol, Ferran Aixalà i Ramon Pardina   | 23 de març del 2016     | 587.000 (21,9%)     |
| 50         | 12                   | «Llessui i la Vall d'Àssua» | Xavier Morral | Quim Masferrer, Lali Colomé, Oriol Parreño, Josep Maria Bunyol, Ferran Aixalà i Ramon Pardina   | 30 de març del 2016     | 621.000 (20,4%)     |
| 51         | 13                   | «Viladrau»                  | Xavier Morral | Quim Masferrer, Lali Colomé, Oriol Parreño, Josep Maria Bunyol, Ferran Aixalà i Ramon Pardina   | 6 d'abril del 2016      | 676.000 (22,1%)     |
| 52         | Especial             | «Els amics del Foraster»    | Xavier Morral | Josep Maria Bunyol, Ferran Aixalà, Ramon Pardina, Oriol Parreño, Joanna Pardos i Lali Colomé    | 20 d'abril del 2016     | 449.000 (15,4%)     |
| 53         | Especial             | «Forasters a Madrid»        | Xavier Morral | Quim Masferrer, Lali Colomé, Oriol Parreño, Josep Maria Bunyol, Ferran Aixalà i Ramon Pardina   | 16 de juny del 2016     | 667.000 (23,1%)     |
| 54         | Especial             | «Formentera»                | Xavier Morral | Quim Masferrer, Lali Colomé, Josep Maria Bunyol, Ferran Aixalà, Ramon Pardina i Oriol Parreño   | 13 de juliol del 2016   | 609.000 (24,4%)     |
| 55         | Especial             | «Mercabarna»                | Xavier Morral | Quim Masferrer, Lali Colomé, Oriol Parreño, Josep Maria Bunyol, Ferran Aixalà i Ramon Pardina   | 14 de setembre del 2016 | 492.000 (20,4%)     |
| 56         | Especial             | «Històries d'"El foraster"» | -             | -                                                                                               | 12 de novembre del 2016 | 322.000 (13,1%)     |

### Temporada 5 (2017-2018)
| Part 1 |          |                              |                                              | |                       |                 |
| 57     | 1        | «Barceloneta»                | Joanna Pardos                                | Quim Masferrer, Quirze Arenas, Ramon Pardina, Javier Martín i Ferran Aixalà                                   | 26 d'abril del 2017   | 395.000 (15,8%) |
| 58     | 2        | «Rupit»                      | Joanna Pardos                                | Quim Masferrer, Quirze Arenas, Ramon Pardina, Javier Martín i Ferran Aixalà                                   | 3 de maig del 2017    | 471.000 (18,6%) |
| 59     | 3        | «Gósol»                      | Joanna Pardos                                | Quim Masferrer, Quirze Arenas, Javier Martín i Ferran Aixalà                                                  | 10 de maig del 2017   | 520.000 (20,9%) |
| 60     | 4        | «Horta de Sant Joan»         | Joanna Pardos                                | Quim Masferrer, Quirze Arenas, Ramon Pardina, Javier Martín i Ferran Aixalà                                   | 17 de maig del 2017   | 421.000 (17,2%) |
| 61     | 5        | «Calella de Palafrugell»     | Joanna Pardos                                | Quim Masferrer, Quirze Arenas, Javier Martín, Ramon Pardina i Ferran Aixalà                                   | 24 de maig del 2017   | 536.000 (19,7%) |
| 62     | 6        | «Foradada»                   | Joanna Pardos                                | Quim Masferrer, Quirze Arenas, Ramon Pardina, Javier Martín i Ferran Aixalà                                   | 31 de maig del 2017   | 465.000 (18%)   |
| 63     | 7        | «Guils de Cerdanya»          | Joanna Pardos                                | Quim Masferrer, Quirze Arenas, Ramon Pardina, Camilo Villaverde i Ferran Aixalà                               | 7 de juny del 2017    | 626.000 (23,1%) |
| 64     | 8        | «Penelles»                   | Marta Pahissa                                | Quim Masferrer, Quirze Arenas, Camilo Villaverde, Javier Martín i Ferran Aixalà                               | 14 de juny del 2017   | 475.000 (19,2%) |
| 65     | 9        | «Masdenverge»                | Joanna Pardos i Marta Pahissa                | Quim Masferrer, Quirze Arenas, Ramon Pardina, Camilo Villaverde i Ferran Aixalà                               | 21 de juny del 2017   | 448.000 (19,1%) |
| 66     | 10       | «Andorra»                    | Marta Pahissa                                | Quim Masferrer, Quirze Arenas, Camilo Villaverde, Ramon Pardina i Ferran Aixalà                               | 28 de juny del 2017   | 454.000 (18,2%) |
| 67     | Especial | «Els paisatges del Foraster» | Joanna Pardos, Marta Pahissa i Carol Saliner | Quim Masferrer, Quirze Arenas, Javier Martín, Ramon Pardina, Camilo Villaverde, Ferran Aixalà i Carol Saliner | 5 de juliol del 2017  | 379.000 (21,7%) |
| Part 2 |          |                              |                                              | |                       |                 |
| 69     | 11       | «La Mina»                    | Marta Pahissa                                | Quim Masferrer, Quirze Arenas, Camilo Villaverde, David Baron i Ferran Aixalà                                 | 17 de gener del 2018  | 522.000 (22,1%) |
| 70     | 12       | «La Vall d'en Bas»           | Marta Pahissa                                | Quim Masferrer, Quirze Arenas, Camilo Villaverde, Ramon Pardina i Ferran Aixalà                               | 24 de gener del 2018  | 542.000 (20,8%) |
| 71     | 13       | «Castellfollit del Boix»     | Marta Pahissa                                | Quim Masferrer, Quirze Arenas, Camilo Villaverde, Ramon Pardina i Ferran Aixalà                               | 31 de gener del 2018  | 620.000 (24,7%) |
| 72     | 14       | «Ascó»                       | Marta Pahissa                                | Quim Masferrer, Quirze Arenas, Camilo Villaverde, Ramon Pardina i Ferran Aixalà                               | 7 de febrer del 2018  | 585.000 (22,2%) |
| 73     | 15       | «Cornudella de Montsant»     | Marta Pahissa                                | Quim Masferrer, Quirze Arenas, Camilo Villaverde, Ramon Pardina i Ferran Aixalà                               | 14 de febrer del 2018 | 495.000 (20,4%) |
| 74     | 16       | «Monestir de Sant Daniel»    | Marta Pahissa                                | Quim Masferrer, Quirze Arenas, Camilo Villaverde, Javier Martín i Ferran Aixalà                               | 21 de febrer del 2018 | 539.000 (21,7%) |
| 75     | Especial | «La veritat del Foraster»    | Marta Pahissa                                | Quim Masferrer, Quirze Arenas, Camilo Villaverde, Ramon Pardina, Ferran Aixalà, David Baron i Javier Martín   | 28 de febrer del 2018 | 422.000 (16,4%) |

### Temporada 6 (2018-2020)
| Part 1 |          |                                 |               | |                         |                 |
| 76     | 1        | «Santa Pau»                     | Marta Pahissa | Quim Masferrer, Xavier Sanjuan, Ramon Pardina, Ferran Aixalà i Manu Menéndez                                                | 7 de novembre del 2018  | 495.000 (22%)   |
| 77     | 2        | «Pacs del Penedès»              | Marta Pahissa | Quim Masferrer, Xavier Sanjuan, Ramon Pardina i Ferran Aixalà                                                               | 14 de novembre del 2018 | 409.000 (17,7%) |
| 78     | 3        | «Serinyà»                       | Marta Pahissa | Quim Masferrer, Xavier Sanjuan, Ramon Pardina, Oriol Parreño i Manu Menéndez                                                | 21 de novembre del 2018 | 428.000 (18,4%) |
| 79     | 4        | «Cadaqués»                      | Marta Pahissa | Quim Masferrer, Manu Menéndez, Ramon Pardina i Ferran Aixalà                                                                | 28 de novembre del 2018 | 427.000 (19,8%) |
| 80     | 5        | «Sant Martí de Tous»            | Marta Pahissa | Quim Masferrer, Xavier Sanjuan, Ramon Pardina i Ferran Aixalà                                                               | 12 de desembre del 2018 | 488.000 (21,9%) |
| 81     | 6        | «Riudecanyes»                   | Marta Pahissa | Quim Masferrer, Manu Menéndez, Ramon Pardina i Ferran Aixalà                                                                | 19 de desembre del 2018 | 502.000 (21,3%) |
| 82     | Especial | «Benifallet, cinc anys després» | Marta Pahissa | - | 26 de desembre del 2018 | 498.000 (18,9%) |
| 83     | Especial | «Els regals del Foraster»       | Marta Pahissa | Quim Masferrer, Marta Pahissa, Manu Menéndez, Xavier Sanjuan, Ferran Aixalà i Ramon Pardina                                 | 2 de gener del 2019     | 357.000 (15,7%) |
| Part 2 |          |                                 |               | |                         |                 |
| 84     | 7        | «Gisclareny»                    | Marta Pahissa | Quim Masferrer, Marta Pahissa, Uriol Gilibets, Oriol Esteve, Josep Maria Bunyol i Manu Menéndez                             | 11 de novembre del 2019 | 788.000 (27,7%) |
| 85     | 8        | «Rodonyà»                       | Marta Pahissa | Quim Masferrer, Marta Pahissa, David Barón, Uriol Gilibets, Jordi Caballé i Manu Menéndez                                   | 18 de novembre del 2019 | 615.000 (22,3%) |
| 86     | 9        | «Les»                           | Marta Pahissa | Quim Masferrer, Marta Pahissa, Uriol Gilibets, Oriol Esteve, Josep Maria Bunyol i Manu Menéndez                             | 25 de novembre del 2019 | 577.000 (23,3%) |
| 87     | 10       | «Òrrius»                        | Marta Pahissa | Quim Masferrer, Marta Pahissa, Uriol Gilibets, Oriol Esteve, Josep Maria Bunyol i Manu Menéndez                             | 2 de desembre del 2019  | 652.000 (24,9%) |
| 88     | 11       | «Llívia»                        | Marta Pahissa | Quim Masferrer, Marta Pahissa, David Barón, Uriol Gilibets, Jordi Caballé i Manu Menéndez                                   | 9 de desembre del 2019  | 728.000 (27,6%) |
| 89     | 12       | «L'Albi»                        | Marta Pahissa | Quim Masferrer, Marta Pahissa, Uriol Gilibets, Oriol Esteve, Josep Maria Bunyol i Manu Menéndez                             | 16 de desembre del 2019 | 667.000 (24,4%) |
| 90     | 13       | «La Vall d'Àger»                | Marta Pahissa | Quim Masferrer, Marta Pahissa, Uriol Gilibets, Oriol Esteve, Josep Maria Bunyol i Manu Menéndez                             | 6 de gener del 2020     | 568.000 (22%)   |
| 91     | 14       | «Sant Martí de Llémena»         | Marta Pahissa | Quim Masferrer, Marta Pahissa, Uriol Gilibets, Oriol Esteve, Josep Maria Bunyol i Manu Menéndez                             | 13 de gener del 2020    | 567.000 (21,3%) |
| 92     | 15       | «Vimbodí i Poblet»              | Marta Pahissa | Quim Masferrer, Marta Pahissa, David Barón, Uriol Gilibets, Jordi Caballé i Manu Menéndez                                   | 20 de gener del 2020    | 729.000 (27,5%) |
| 93     | Especial | «Els reptes del Foraster»       | Marta Pahissa | Quim Masferrer, Marta Pahissa, David Baron, Uriol Gilibets, Jordi Caballé, Josep Maria Bunyol, Oriol Esteve i Manu Menéndez | 27 de gener del 2020    | 462.000 (18,4%) |

### Temporada 7 (2020-2022)
| Part 1 |          |                           |               | |                         |                 |
| 94     | 1        | «L'Estany»                | Marta Pahissa | Quim Masferrer, Marta Pahissa, Ferran Aixalà, Guillem Estadella i Oriol Esteve                                  | 16 de novembre del 2020 | 632.000 (24,5%) |
| 95     | 2        | «Perafita»                | Marta Pahissa | Quim Masferrer, Marta Pahissa, Ferran Aixalà, Josep Maria Bunyol i Guillem Estadella                            | 23 de novembre del 2020 | 633.000 (25,1%) |
| 96     | 3        | «Olivella»                | Marta Pahissa | Quim Masferrer, Marta Pahissa, Ferran Aixalà, Josep Maria Bunyol i Guillem Estadella                            | 30 de novembre del 2020 | 686.000 (25,3%) |
| 97     | 4        | «Rellinars»               | Marta Pahissa | Quim Masferrer, Marta Pahissa, Ferran Aixalà, Josep Maria Bunyol i Guillem Estadella                            | 7 de desembre del 2020  | 563.000 (23,9%) |
| 98     | Especial | «Confinats»               | Marta Pahissa | - | 14 de desembre del 2020 | 421.000 (17,2%) |
| 99     | 5        | «La Nou de Gaià»          | Marta Pahissa | Quim Masferrer, Marta Pahissa, Ferran Aixalà, Guillem Estadella i Oriol Esteve                                  | 21 de desembre del 2020 | 654.000 (24,8%) |
| 100    | 6        | «Vallfogona de Ripollès»  | Marta Pahissa | Quim Masferrer, Marta Pahissa, Ferran Aixalà, Guillem Estadella i Oriol Esteve                                  | 4 de gener del 2021     | 641.000 (25,3%) |
| 101    | Especial | «Tresors d'"El foraster"» | Marta Pahissa | Quim Masferrer, Marta Pahissa, Ferran Aixalà, Guillem Estadella, Josep Maria Bunyol i Oriol Esteve              | 11 de gener del 2021    | 482.000 (19,3%) |
| Part 2 |          |                           |               | |                         |                 |
| 102    | 7        | «Mura»                    | Marta Pahissa | Quim Masferrer, Marta Pahissa, Ferran Aixalà, Oriol Esteve i Anna Bujons                                        | 10 de gener del 2022    | 500.000 (23%)   |
| 103    | 8        | «Paüls»                   | Marta Pahissa | Quim Masferrer, Marta Pahissa, Ferran Aixalà, Oriol Esteve i Josep Maria Bunyol                                 | 17 de gener del 2022    | 509.000 (24,8%) |
| 104    | 9        | «Sant Llorenç de la Muga» | Marta Pahissa | Quim Masferrer, Marta Pahissa, Ferran Aixalà, Oriol Esteve i Josep Maria Bunyol                                 | 24 de gener del 2022    | 477.000 (22,8%) |
| 105    | 10       | «La Coma i la Pedra»      | Marta Pahissa | Quim Masferrer, Marta Pahissa, Ferran Aixalà, Guillem Estadella i Josep Maria Bunyol                            | 31 de gener del 2022    | 478.000 (22,1%) |
| 106    | 11       | «El Montmell»             | Marta Pahissa | Quim Masferrer, Marta Pahissa, Ferran Aixalà, Oriol Esteve i Anna Bujons                                        | 7 de febrer del 2022    | 512.000 (25,6%) |
| 107    | 12       | «Sant Ramon»              | Marta Pahissa | Quim Masferrer, Marta Pahissa, Ferran Aixalà, Guillem Estadella i Josep Maria Bunyol                            | 14 de febrer del 2022   | 506.000 (24,3%) |
| 108    | 13       | «Tivissa»                 | Marta Pahissa | Quim Masferrer, Marta Pahissa, Ferran Aixalà, Oriol Esteve i Josep Maria Bunyol                                 | 21 de febrer del 2022   | 478.000 (24%)   |
| 109    | 14       | «Sant Martí Vell»         | Marta Pahissa | Quim Masferrer, Marta Pahissa, Ferran Aixalà, Oriol Esteve i Anna Bujons                                        | 28 de febrer del 2022   | 439.000 (21,8%) |
| 110    | 15       | «Miralcamp»               | Marta Pahissa | Quim Masferrer, Marta Pahissa, Ferran Aixalà, Guillem Estadella i Oriol Esteve                                  | 7 de març del 2022      | 486.000 (25%)   |
| 111    | Especial | «La sort del Foraster»    | Marta Pahissa | Quim Masferrer, Marta Pahissa, Ferran Aixalà, Oriol Esteve, Josep Maria Bunyol, Anna Bujons i Guillem Estadella | 14 de març del 2022     | 359.000 (18,4%) |

### Temporada 8 (2022-2023)
| Part 1 |          |                              |               |                                                                                                 |                         |                 |
| 112    | 1        | «Verges»                     | Manu Menéndez | Quim Masferrer, Manu Menéndez, Ferran Aixalà, Oriol Esteve i Uriol Gilibets                     | 12 de setembre de 2022  | 530.000 (25,6%) |
| 113    | 2        | «Castellserà»                | Manu Menéndez | Quim Masferrer, Manu Menéndez, Ferran Aixalà, Oriol Esteve i Uriol Gilibets                     | 19 de setembre de 2022  | 521.000 (25%)   |
| 114    | 3        | «El Serrallo»                | Manu Menéndez | Quim Masferrer, Manu Menéndez, Ferran Aixalà, Oriol Esteve i Uriol Gilibets                     | 26 de setembre de 2022  | 427.000 (22,5%) |
| 115    | 4        | «La Vall de Bianya»          | Manu Menéndez | Quim Masferrer, Manu Menéndez, Ferran Aixalà, Oriol Esteve i Uriol Gilibets                     | 3 d'octubre de 2022     | 482.000 (24%)   |
| 116    | 5        | «Vilanova de Sau»            | Manu Menéndez | Quim Masferrer, Manu Menéndez, Ferran Aixalà, Oriol Esteve i Uriol Gilibets                     | 10 d'octubre de 2022    | 532.000 (26,1%) |
| 117    | 6        | «Pratdip»                    | Manu Menéndez | Quim Masferrer, Manu Menéndez, Ferran Aixalà, Oriol Esteve i Uriol Gilibets                     | 17 d'octubre de 2022    | 540.000 (27%)   |
| 118    | 7        | «L'Ametlla de Merola»        | Manu Menéndez | Quim Masferrer, Manu Menéndez, Ferran Aixalà, Oriol Esteve i Josep Maria Bunyol                 | 24 d'octubre de 2022    | 523.000 (25%)   |
| 119    | 8        | «Vilaller»                   | Manu Menéndez | Quim Masferrer, Manu Menéndez, Ferran Aixalà, Oriol Esteve i Uriol Gilibets                     | 31 d'octubre de 2022    | 459.000 (26,3%) |
| 120    | Especial | «Els somnis d'"El foraster"» | Manu Menéndez | Quim Masferrer, Manu Menéndez, Ferran Aixalà, Oriol Esteve, Uriol Gilibets i Josep Maria Bunyol | 7 de novembre del 2022  | 488.000 (23,1%) |
| Part 2 |          |                              |               |                                                                                                 |                         |                 |
| 121    | 9        | «Camprodon»                  | Manu Menéndez | Quim Masferrer, Manu Menéndez, Ferran Aixalà, Oriol Esteve i Uriol Gilibets                     | 18 de setembre de 2023  | 558.000 (27%)   |
| 122    | 10       | «Xerta»                      | Manu Menéndez | Quim Masferrer, Manu Menéndez, Ferran Aixalà, Oriol Esteve i Uriol Gilibets                     | 25 de setembre del 2023 | 479.000 (27,5%) |
| 123    | 11       | «El Bruc»                    | Manu Menéndez | Quim Masferrer, Manu Menéndez, Ferran Aixalà, Josep Maria Bunyol i Uriol Gilibets               | 2 d'octubre del 2023    | 513.000 (26,2%) |
| 124    | 12       | «Sant Pere Pescador»         | Manu Menéndez | Quim Masferrer, Manu Menéndez, Ferran Aixalà, Oriol Esteve i Uriol Gilibets                     | 9 d'octubre del 2023    | 495.000 (25,3%) |
| 125    | 13       | «Ulldemolins»                | Manu Menéndez | Quim Masferrer, Manu Menéndez, Ferran Aixalà, Oriol Esteve i Uriol Gilibets                     | 16 d'octubre del 2023   | 496.000 (24,9%) |
| 126    | 14       | «Valls d'Àneu»               | Manu Menéndez | Quim Masferrer, Manu Menéndez, Ferran Aixalà, Oriol Esteve i Uriol Gilibets                     | 23 d'octubre del 2023   | 556.000 (29,3%) |
| 127    | 15       | «Olost»                      | Manu Menéndez | Quim Masferrer, Manu Menéndez, Ferran Aixalà, Oriol Esteve i Uriol Gilibets                     | 30 d'octubre del 2023   | 429.000 (23,4%) |
| 128    | 16       | «La Granadella»              | Manu Menéndez | Quim Masferrer, Manu Menéndez, Ferran Aixalà, Oriol Esteve i Uriol Gilibets                     | 6 de novembre del 2023  | 500.000 (24,6%) |

### Temporada 9 (2024-2025)
| Part 1 |          |                              |               |                                                                             |                         |                 |
| 129    | 1        | «Sant Pol de Mar»            | Manu Menéndez | Quim Masferrer, Manu Menéndez, Ferran Aixalà, Oriol Esteve i Uriol Gilibets | 25 de novembre del 2024 | 462.000 (24,1%) |
| 130    | 2        | «La Pobla de Lillet»         | Manu Menéndez | Quim Masferrer, Manu Menéndez, Ferran Aixalà, Oriol Esteve i Uriol Gilibets | 2 de desembre del 2024  | 457.000 (23,4%) |
| 131    | 3        | «Alp»                        | Manu Menéndez | Quim Masferrer, Manu Menéndez, Ferran Aixalà, Oriol Esteve i Uriol Gilibets | 9 de desembre del 2024  | 456.000 (23,8%) |
| 132    | 4        | «Nulles»                     | Manu Menéndez | Quim Masferrer, Manu Menéndez, Ferran Aixalà, Oriol Esteve i Uriol Gilibets | 16 de desembre del 2025 | 431.000 (24,2%) |
| 133    | 5        | «Prada de Conflent»          | Manu Menéndez | Quim Masferrer, Manu Menéndez, Ferran Aixalà, Oriol Esteve i Uriol Gilibets | 23 de desembre del 2024 | 376.000 (23,4%) |
| 134    | 6        | «Sant Jordi Desvalls»        | Manu Menéndez | Quim Masferrer, Manu Menéndez, Ferran Aixalà, Oriol Esteve i Uriol Gilibets | 30 de desembre del 2024 | 419.000 (24,3%) |
| 135    | 7        | «Sant Guim de Freixenet»     | Manu Menéndez | Quim Masferrer, Manu Menéndez, Ferran Aixalà, Oriol Esteve i Uriol Gilibets | 6 de gener del 2025     | 483.000 (24,2%) |
| 136    | 8        | «Granja d'Escarp»            | Manu Menéndez | Quim Masferrer, Manu Menéndez, Ferran Aixalà, Oriol Esteve i Uriol Gilibets | 13 de gener del 2025    | 382.000 (19,7%) |
| 137    | Especial | «Les sorpreses del Foraster» | Manu Menéndez | Quim Masferrer, Manu Menéndez, Ferran Aixalà, Oriol Esteve i Uriol Gilibets | 20 de gener del 2025    | 307.000 (16,5%) |
| Part 2 |          |                              |               |                                                                             |                         |                 |
| 138    | 9        | «Brunyola»                   | Manu Menéndez | Sense determinar                                                            | 2025                    | Sense anunciar  |
| 139    | 10       | Sense anunciar               | Manu Menéndez | Sense determinar                                                            | 2025                    | Sense anunciar  |
| 140    | 11       | Sense anunciar               | Manu Menéndez | Sense determinar                                                            | 2025                    | Sense anunciar  |
| 141    | 12       | Sense anunciar               | Manu Menéndez | Sense determinar                                                            | 2025                    | Sense anunciar  |
| 142    | 13       | Sense anunciar               | Manu Menéndez | Sense determinar                                                            | 2025                    | Sense anunciar  |
| 143    | 14       | Sense anunciar               | Manu Menéndez | Sense determinar                                                            | 2025                    | Sense anunciar  |
| 144    | 15       | Sense anunciar               | Manu Menéndez | Sense determinar                                                            | 2025                    | Sense anunciar  |
| 145    | 16       | Sense anunciar               | Manu Menéndez | Sense determinar                                                            | 2025                    | Sense anunciar  |

## Premis i reconeixements
- Premi Ondas 2016 al millor programa emès per emissores o cadenes no estatals.[15]
- Premi FAGIC 2018 de la Federació Catalana d'Associacions Gitanes de Catalunya.[16]
- Nominació al premi Zapping 2022 en la categoria de programa cultural/divulgatiu/documental[17]